# Canal de Vridi
Canal de Vridi är en kanal i Elfenbenskusten. Den förbinder Abidjans hamn i östra delen av Ébriélagunen med Atlanten, och öppnades 1951.